# Winnie-the-Pooh
Winnie-the-Pooh (també conegut com a "Winnie el Pu") és un personatge de ficció creat per A.A. Milne. La primera col·lecció de contes va aparèixer el 1926 titulada Winnie el Pu i va ser seguida per The House at Pooh Corner (1928). Milne també va fer alguns poemes sobre aquest personatge inclosos en l'obra When We Were Very Young (1924) i en Now We Are Six (1927). Els quatre volums van ser il·lustrats per E.H. Shepard.
La Companyia Walt Disney adaptà els contes amb gran èxit.
S'ha traduït a nombrosos idiomes inclòs el llatí (Winnie ille Pu) el 1958.

## Origen

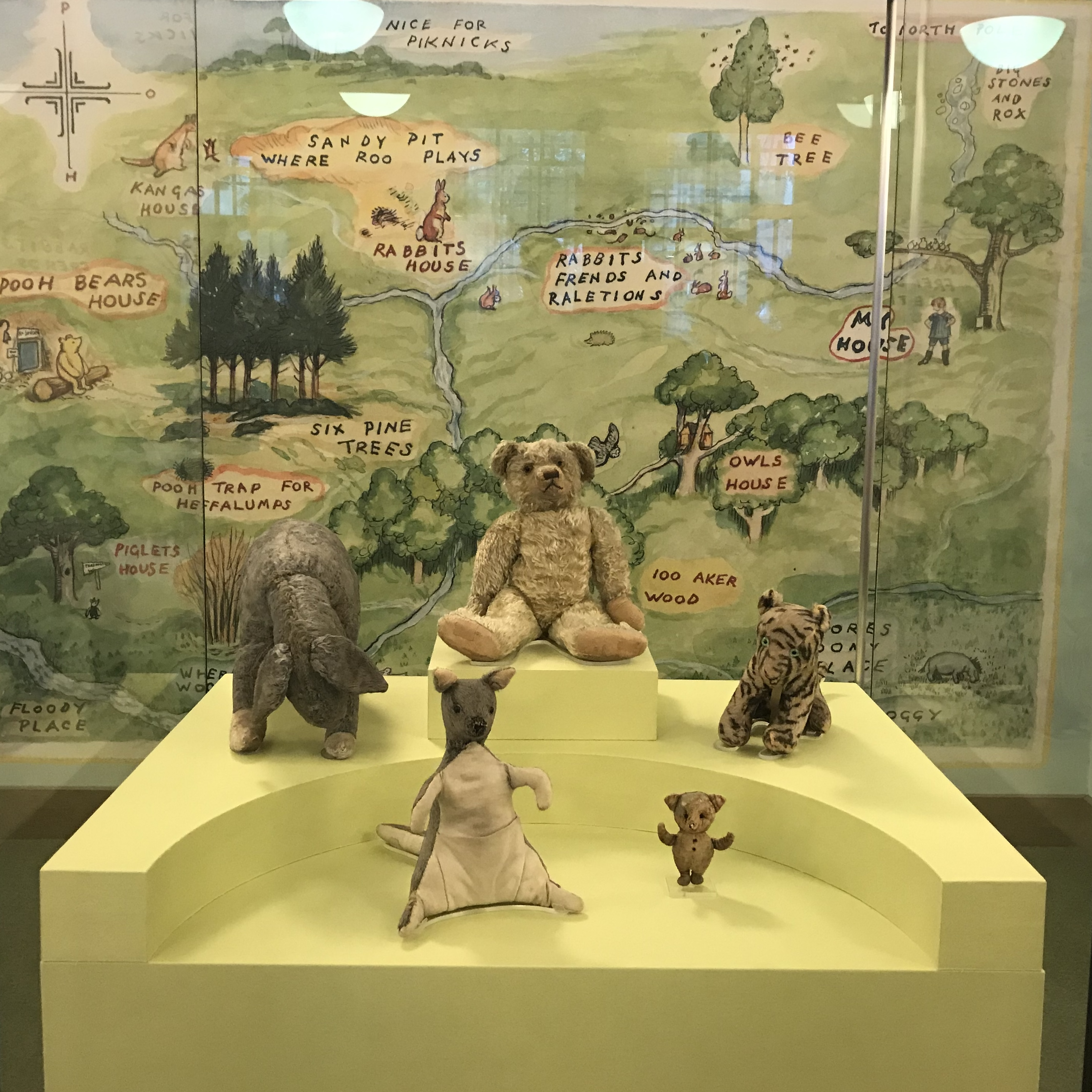
Joguines originals: Eeyore, Ós Edward ("Winnie the Pooh"), Tigger, Kanga, i Piglet.

Milne va donar els nom dels seus personatges de l'osset de peluix del seu únic fill, Christopher Robin, qui era la base del personatge del nen (l'humà), dels contes, les joguines del fill també van donar nom als altres personatges fent excepció del mussol i el conill (Owl i Rabbit), i el personatge Gopher afegit en la versió de la Disney. Les joguines originals que eren de Christopher Robin s'exhibeixen a la Biblioteca Main Branch de Nova York
El nom de Winnie-The-Pooh prové d'un os negre canadenc que el fill d'A.A. Milne va veure al zoo de Londres i d'un cigne que ell veia durant les vacances. Quan l'os era un cadell, el va comprar un militar canadenc que li va donar el nom de Winnie, ja que el militar era originari de Winnipeg, Canadà. Aquest animal va ser portat a Anglaterra on va esdevenir mascota militar i finalment allotjat al zoo de Londres en acabar la Primera Guerra Mundial on era molt popular entre els visitants. El cigne Pooh apareix com a personatge en l'obra When We Were Very Young.

## Disney
Després de la mort de l'il·lustrador Slesinger el 1953, la seva vídua, Shirley Slesinger Lasswell, continuà ella mateixa dibuixant el personatge. El 1961, va vendre els drets a la Walt Disney Productions. El mateix va fer Daphne Milne incloent-hi drets cinematogràfics.
Des de 1966, Disney ha realitzat nombroses produccions de dibuixos animats basades en Winnie the Pooh i els seus amics.

## Adaptació soviètica

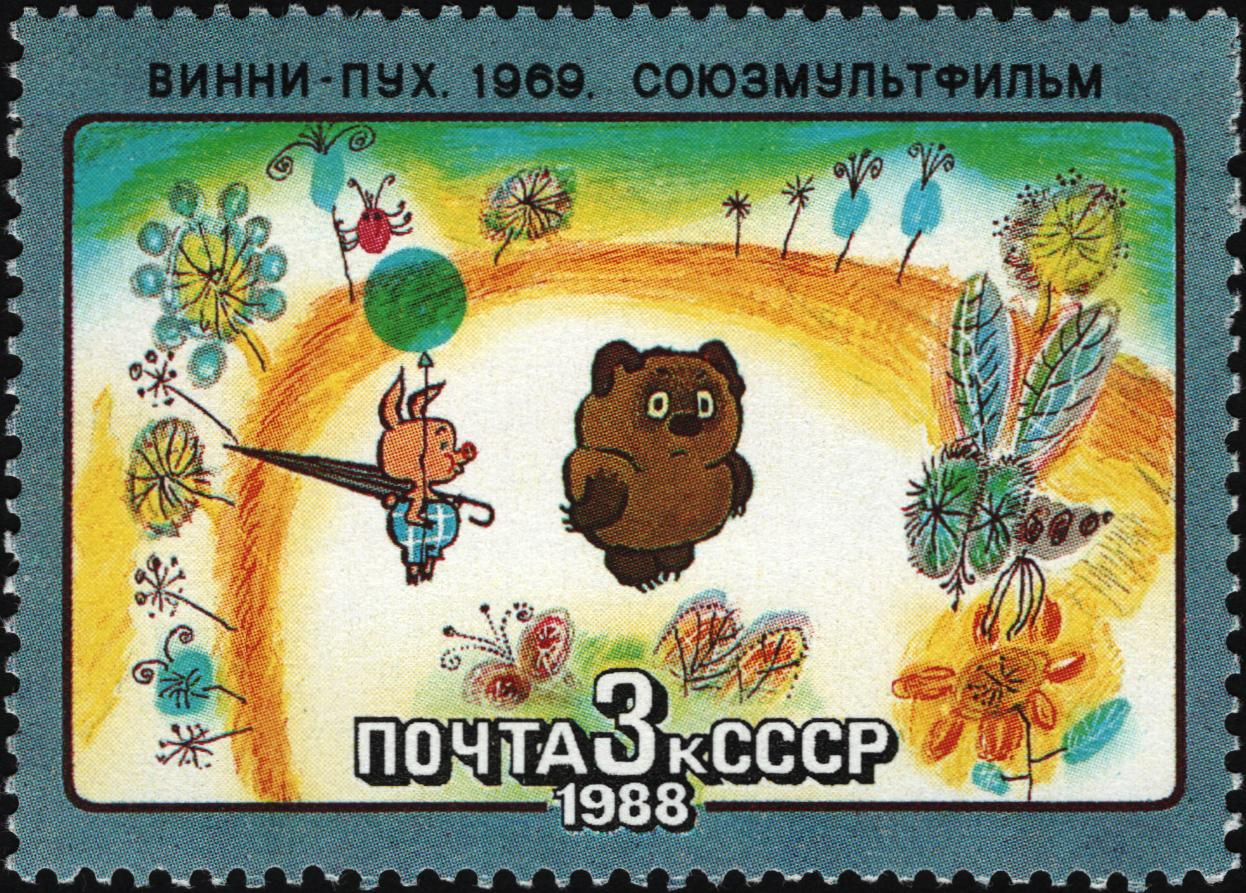
Segell soviètic amb els personatges de Winnie the Pooh

De 1969 a 1972 i amb el nom rus de Vinni-Pukh (Винни-Пух) se'n va fer una trilogia de dibuixos animats per la Soiuzmultfilm, dirigida per Fiódor Khitruk. Els personatges estaven dibuixats d'una manera molt diferent als anteriors il·lustradors essent el color de l'os bru en lloc del groc de la versió Disney.